# Nemophila (гурт)
Synsnake (яп. ネモフィラ) — японський хеві-метал-гурт, заснований 2019 року в Токіо. До його складу входять вокалістка Маю, гітаристки Хадзукі, басистка Харагучі-сан і барабанщиця Мурата Таму. У період між 2020 і 2021 роками незалежно випустили три сингли, завдяки чому Nemophila зібрала значну кількість прихильників у багатьох країнах, завантажуючи відео на YouTube. У червні 2021 року британський звукозаписний лейбл JPU зібрав сингли в міжнародний реліз Oiran: Extended Edition. У грудні 2021 року Nemophila випустили свій дебютний студійний альбом Revive. Їхній останній альбом, Seize the Fate, вийшов у грудні 2022 року.

## Історія
Після того як вокалістка Маю залишила рок-гурт Lipstick, виконавиця почала шукала можливість зібрати бек-групу, щоб підтримати її на живому виступі 22 серпня 2019 року. Вона зв'язалася зі своєю колишньою однокласницею і басисткою Арагучі-саном, а також двома запрошеними барабанщицею, зокрема Муратою Таму, через журнали та публікації на веб-сайтах. Через спільного друга Маю познайомилася із гітаристкою Mary's Blood Сакі, а Сакі, у свою чергу, познайомила їх із гітаристкою Disqualia Азукі. Відчувши, що цей склад занадто вдалий, щоб бути одноразовим, дівчата вирішили створити справжній гурт. За словами Мурати, Сакі спочатку збиралася виконувати функції лише керівника групи. Саме після того, як Сакі вирішила приєднатися як повноправний член, Мурата також вирішила приєднатися до гурту. Обираючи назву групи, Маю сказала, що слово «сорай» прийшло їй на думку і здавалося освіжаючим, але його значення «було складним, тому ми спробували його пом'якшити». Оскільки всі учасники бенду — жінки, Маю хотіла використати назву квітки та розглянула багато варіантів, перш ніж обрала Немофілу.
Nemophila відіграли свої перші концерти 14 і 15 вересня в рамках Metal Weekend 2019 у Zepp Diver City, де вони виступали на розігріві перед Loudness і HammerFall. 29 лютого 2020 року вони випустили свій перший сингл «Oiran» і того ж дня провели свій перший концертний виступ із аншлагом у Shibuya Rex. Через те, що Мурата перебувала у декретній відпустці, їх підтримав барабанщик Show-Ya Цунода «Міттан» Мікі. Другий сингл, Raitei, вийшов 22 серпня 2020 року, того самого дня, коли Мурата повернулася до виступів після пологів у травні. 14 листопада Nemophila та Gacharic Spin вели пряму трансляцію концерту вокалістки Show-Ya Теради Кейко.

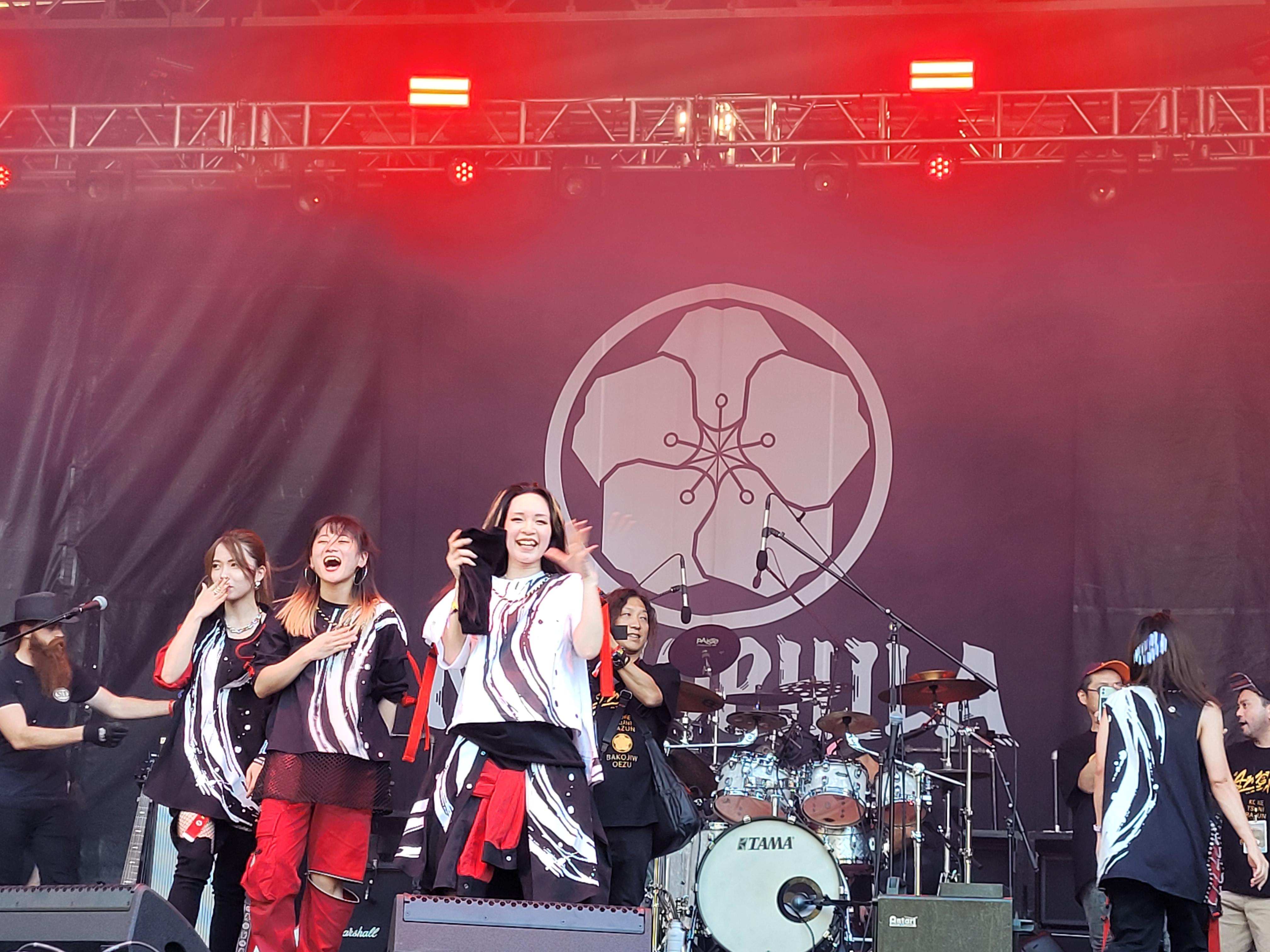
Nemophila на сцені Aftershock Festival у жовтні 2022 року

28 лютого 2021 року вийшов їхній третій сингл, «Dission». 29 квітня гурт виступив на жіночому фестивалі Show-Ya Naon no Yaon. 22 червня 2021 року Кай з Esprit D'Air обрав Nemophila однією з десяти своїх улюблених рок- та метал-гуртів Японії. 25 червня Nemophila випустила свою міжнародну компіляцію Oiran: Extended Edition від британського лейбла JPU Records. Зібравши всю дискографію гурту до цього моменту, а також нову англомовну версію «Dission», вище вказаний альбом став з найбільшою кількістю попередніх замовлень в історії лейблу. Це також стало першим випадком, коли музика гурту була доступна в магазинах звукозаписів, оскільки раніше все продавалося безпосередньо з веб-сайту в Японії. 15 грудня 2021 року Nemophila випустили свій дебютний студійний альбом Revive. 9 січня 2022 року в Line Cube Shibuya відбувся їхній перший сольний концерт з усіма п'ятьма учасникамиі в жовтні 2021 року після надходження в продаж квитки розкупили швидко. Того ж дня, 11 травня 2022 року, вийшов відеоальбом із живим виступом Nemophila Live 2022 Revive ~It's Sooooo Nice To Finally Meet You!!!!!~.
На кожну дату їхнього першого туру, який проходив у різних закладах Zepp протягом червня 2022 року, Nemophila виступали одни із наступних виконавців: Mucc, Passcode, Loudness, Kishidan або Rottengraffty. 21 червня вони випустили Revive U.S. Version, який включав пісні з їхнього першого студійного альбому, перезаписаного англійською мовою. 1 липня відіграли свій перший міжнародний концерт у Сполучених Штатах у Whisky a Go Go у Західному Голлівуді, Каліфорнія. 7 жовтня вони також виступали на фестивалі Aftershock у Сакраменто, штат Каліфорнія. Seize the Fate, другий альбом гурту, вийшов 14 грудня. Турне тривало із січня по лютий 2023 року, а в березні відбувся триразовий «тур по США», який включав виступи в Мексиці. З 31 травня по 15 червня Nemophila провели ще один тур Zepp, де кожного вечора до них приєднувався інший виконавець: Rottengraffty, Hanabie., Survive Said the Prophet чи Demon Kakka. Вони також виступали акомпануючою групою Demon Kakka для його сету. 8 листопада гурт випустив розширену кавер-версію під назвою The Initial Impulse. Він включає кавер на композицію Limp Bizkit Stuck, у якій звучать вокалісти Rottengraffty Наокі та Нобуя. Через два дні Nemophila вирушить у турне з одним запрошеним вокалістом, а фінальне шоу заплановано на 17 лютого 2024 року в Nippon Budokan.

## Музичний стиль і написання пісень
Сакі зазначила, що найважливіше для Nemophila — це грати «важку музику, як-от металкор, але робити її „юруфува“, щоб надати їй більше індивідуальності. Японське слово означає… пухнастий і гладкий». В іншому інтерв'ю вона розповіла: «Традиційно рок-гурти мають потужний, чоловічий імідж. Концепція „юруфува“ полягає в тому, щоб залишатися ближчими до себе, а не насильно зображати нашу жіночу ідентичність як чоловічу. Ми подумали, що було цікаво зробити миловидність щось пухнасте поєднується з інтенсивними металевими частинами. Ви можете побачити це в приспівах „Dission“ і „Raitei“, а також у нашій поведінці на сцені». Адзукі назвала різні способи співу Маю як важливу ознаку Nemophila; «Її грубий голос дуже характерний. Тому ми прагнули до більш важкого звуку».
За словами Сакі, коли група тільки утворилася, вони почали писати пісні, які поєднували «декілька маленьких японських речей, як в Oiran, деякі електронні елементи та японський рок із великою кількістю мелодичних елементів». Хоча Saki пише деякі пісні, Nemophila має команду авторів, яка працює за лаштунками та надає учасникам MIDI-дані. Адзукі зазначила, що вони завжди вітають думку від композитора/продюсера Акіями Кенсуке; «Він говорить нам, коли фраза крута, а коли нам варто спробувати щось інше. Він підказує в пісні, де Маю слід використати екстрім-вокал або де фраза, яка звучить разом із екстрім-вокалом, може найкраще підійти». Сакі описала цей процес як такий, що не дуже відрізняється від того, коли група пише власні пісні; «Після того, як пісні закінчені, ми обговорюємо з містером Акіямою та один з одним образ, який пісня має передати. Потім ми додаємо власні ідеї до демо, і це буде основою пісні».
Маю намагається наслідувати Дейва Грола і використовує як чистий, так й екстрим-вокал. Хоча вона заявила, що перший з вище вказаних для неї складніший і що перемикатися між двома різновидами вокалу важче. Маю пише багато текстів, але вокальні мелодії здебільшого пишуть Акіяма та Сакі, які беруть до уваги її пропозиції. Співачка пише тексти японською та англійською мовами, що визначається мелодією пісні; «Якщо в мелодії відносно невелика кількість звуків, я більше відчуваю спокусу написати англійський текст. А коли мені є що сказати на основі того, що я чую, я пишу це японською. Але, звичайно, це має бути приємно заспівати. І якщо це англійською, я іноді зміню це, щоб воно звучало круто». Маю також сказала, що тексти пісень загалом досить позитивні, що, за її словами, робить Nemophila унікальним.
Загалом, Сакі сказала, що вона грає на гітарі з трохи нижчим звуком, ніж колега-гітаристка Азукі. Кожен із них створює власні соло-партії на гітарі, а Мурата завжди створює власні барабанні наповнення. Арагучі-сан чергує фінгерстайл та гітарними медиаторами, але трохи віддає перевагу першому через його густіший звук.

## Склад гурту

### Склад
- Маю — вокалістка (з 2019 дотепер)
- Хадзукі (葉月) — гітаристка, бек-вокалістка (з 2019 дотепер)
- Харагучі-сан (ハラグチサン) — бас-гітаристка, бек-вокалістка (з 2019 дотепер)
- Мурата Таму (むらたたむ) — барабанщиця (з 2019 дотепер)

### Колишні члени гурту
- Сакі — гітаристка, бек-вокалістка (2019—2024)

## Дискографія

### Студійні альбоми
| Назва          | Інф. про альбом                                    | Пікова позиція в чаті        | Пікова позиція в чаті | Пікова позиція в чаті |
| Назва          | Інф. про альбом                                    | JPN Oricon                   | JPN Billboard Hot     | JPN Billboard Top     |
| -------------- | -------------------------------------------------- | ---------------------------- | --------------------- | --------------------- |
| Revive         | - Вихід: 15 грудня 2021 - Лейбл: Master Works, JPU | 8                            | 7                     | 9                     |
| Seize the Fate | - Вихід: 14 грудня 2022 - Лейбл: Master Works      | 12                           | 11                    | 11                    |
| Evolve         | - Вийде: 17 січня 2024 - Лейбл: Master Works       | colspan="3" Очікується вихід |                       |                       |

### Збірні альбоми
| Назва                   | Деталі про альбом                         |
| ----------------------- | ----------------------------------------- |
| Oiran: Extended Edition | - Вихіж: 25 червня 2021 року - Лейбл: JPU |

### Мініальбоми
| Назва               | Датальніше про МА                               | Максимальна позиція в чаті | Максимальна позиція в чаті | Максимальна позиція в чаті |
| Назва               | Датальніше про МА                               | JPN Oricon                 | JPN Billboard Hot          | JPN Billboard Top          |
| ------------------- | ----------------------------------------------- | -------------------------- | -------------------------- | -------------------------- |
| The Initial Impulse | - Вихід: 8 листопада 2023 - Лейбл: Master Works | 27                         | 28                         | 22                         |

### Сингли
| Назва           | Рік  | Альбом                            |
| --------------- | ---- | --------------------------------- |
| «Oiran»         | 2020 | Oiran: Extended Edition та Revive |
| «Raitei» (雷霆) | 2020 | Oiran: Extended Edition та Revive |
| «Dissension»    | 2021 | Oiran: Extended Edition та Revive |

#### Сингли у цифровій якості
| Назва            | Рік  | Альбом         |
| ---------------- | ---- | -------------- |
| «Revive»         | 2021 | Revive         |
| «Hypnosis»       | 2021 | Revive         |
| «A Ray of Light» | 2022 | Seize the Fate |
| «Adabana» (徒花) | 2022 | Seize the Fate |
| «Style»          | 2022 | Seize the Fate |
| «Seize the Fate» | 2022 | Seize the Fate |
| «Rise»           | 2023 | —              |
| «Night Flight»   | 2023 | —              |
| «Enigma»         | 2023 | —              |

### Відеоальбоми
| Назва                                                                  | Детальніше про відео           | Пікова позиція в чарті |
| Назва                                                                  | Детальніше про відео           | JPN Oricon Blu-ray     |
| ---------------------------------------------------------------------- | ------------------------------ | ---------------------- |
| Nemophila Live 2022 Revive ~It's Sooooo Nice to Finally Meet You!!!!!~ | - Вихід: 11 травня 2022 року   | 10                     |
| Nemophila Tour 2023 -Seize the Fate-                                   | - Вихід: 24 травня 2023 року   | 18                     |
| Nemophila 4th Anniversary -Rizing Nemo-                                | - Вихід: 8 дистопада 2023 року | 13                     |

## Music videos
| Трек                        | Рік  | Директор(и)    | Посилання |
| --------------------------- | ---- | -------------- | --------- |
| «Raitei» (雷霆)             | 2020 | Мацузакі Акіра |           |
| «Dissension»                | 2021 | Мацузакі Акіра |           |
| «Revive»                    | 2021 | Мацузакі Акіра |           |
| «Hypnosis»                  | 2021 | Мацузакі Акіра |           |
| «Hōzuki» (鬼灯)             | 2021 | невідомо       |           |
| «A Ray of Light»            | 2022 | невідомо       |           |
| «Adabana» (徒花)            | 2022 | невідомо       |           |
| «Style»                     | 2022 | невідомо       |           |
| «Dissension (U.S. version)» | 2022 | Кріс Клампп    |           |
| «Seize the Fate»            | 2022 | невідомо       |           |
| «Rise»                      | 2023 | невідомо       |           |
| «Night Flight»              | 2023 | невідомо       |           |